# Франк Айеро
Франк Айеро (на английски: Frank Iero) е американски музикант, бивш ритъм-китарист и беквокалист на алтърнатив рок групата My Chemical Romance, както и вокалист на пост хардкор бандата Leathermouth и електронен-хардкор групата Death Spells. Той има и соло проект, озаглавен FrnkIero And The Cellabration.

## Биография
Франк Айеро е роден на 31 октомври 1981 г. в Белвил, Ню Джърси, но е израснал в Карни, Ню Джърси. Като дете е претърпявал множество пристъпи на бронхит и ушни инфекции, заради което прекарва голяма част от детството си в болница. Франк също има непоносимост към лактозата и други различни хранителни алергии. Учи в католическо училище като дете. Отива в Rutgers University със стипендия, но напуска, за да отиде на турне с My Chemical Romance.
Родителите му се разделят, когато е малък и той израства с майка си, която дава назаем мазето си за много от неговите упражнения с групата. Баща му и дядо му също са музиканти и са му оказали голямо влияние като млад. Баща му го убеждава да свири на барабани, но Айеро по-късно започва да свири на китара.

## Музикална кариера

### Ранни групи и Pencey Prep (1998 – 2002)
Франк започва да свири в местни групи на 11-годишна възраст. Преди да се присъедини към My Chemical Romance е служил като фронтмен на пънк групата Pencey Prep. Групата издава албум, Heartbreak in Stereo, на независимата звукозаписна компания Eyeball Records преди да се разформироват. Докато свири с Pencey Prep се сприятелява с Джерард Уей и другите членове на My Chemical Romance. След като неговата група се разпада, Франк изпълнява с няколко други групи, включително I Am A Graveyard, Hybrid, Сектор 12, и American Nightmare преди да му бъде предложено мястото на ритъм-китарист в My Chemical Romance.

### My Chemical Romance (2002 – 2013)
Айеро се присъединява към My Chemical Romance през 2002 г. и е включен в две от песните (Honey, This Mirror Isn't Big Enough for the Two of Us и Early Sunsets Over Monroeville) от дебютния им албум I Brought You My Bullets, You Brought Me Your Love. My Chemical Romance издава втория си албум Three Cheers for Sweet Revenge на 8 юни 2004 г. Третият албум на групата, озаглавен The Black Parade, е издаден на 24 октомври 2006 г. Четвъртият и последен студиен албум на групата е Danger Days: The True Lives of the Fabulous Killjoys. Бандата обяви тяхната раздяла на 22 март 2013 година.